# Neocatocha marilandica
Neocatocha marilandica är en tvåvingeart som beskrevs av Ephraim Porter Felt 1912. Neocatocha marilandica ingår i släktet Neocatocha och familjen gallmyggor. Arten är reproducerande i Sverige. Inga underarter finns listade i Catalogue of Life.